# Queer (film)
Queer er en amerikansk film fra 2024 af Luca Guadagnino. James Bond-skuespilleren Daniel Craig har hovedrollen som forfatteren William S. Burroughs, der lever et havareret liv i Mexico City, hvor han bliver betaget af den yngre ekssoldat Allerton, spillet af Drew Starkey.
Filmmagasinet Ekko gav filmen fem stjerner ud af seks og mente, at Craig her spillede sit livs rolle som eksilforfatteren Burroughs splittet mellem beruselse og afmagt.
Filmen havde verdenspremiere 3. september 2024 på Venedig-festivalen. 3. april 2025 havde den Danmarkspremiere i de danske biografer.

## Medvirkende
- Daniel Craig som William S. Burroughs
- Drew Starkey som Allerton
- Lesley Manville
- Jason Schwartzman
- Henry Zaga som Winston Moor
- Michael Borremans
- Andra Ursuța